# Haim Landau
Haim Landau (10 septembre 1916 - 16 octobre 1981) est un combattant de l'indépendance israélienne, membre de la Knesset et ministre dans les gouvernements de Golda Meir et de Menahem Begin.

## Carrière
Landau est né à Cracovie, en Autriche-Hongrie (aujourd'hui en Pologne) et fait son Alya en Palestine mandataire en 1935. Il rejoint bientôt le Betar et l'Irgoun et « prend part aux représailles contre les Arabes » tout en trouvant le temps de terminer ses études au Technion en tant qu'ingénieur en construction.
En 1940, il est commandant de la branche du Betar à Haïfa et, au début de 1944, il est transféré à Tel-Aviv et nommé membre du quartier général à la fin de l'année. En 1947, il représente l'Irgoun, avec Begin et Samuel Katz, lors d'une réunion avec l'UNSCOP.
Landau est l'un des fondateurs du Hérout et est député de la première à la huitième Knesset. Il est membre du cabinet, où il est ministre du Développement de 1967 à 1970 et, bien qu'il n'ait pas conservé son siège aux élections de 1977, il est nommé ministre des Transports par Menahem Begin, un poste qu'il conserve jusqu'aux élections de 1981.